# Raión de Snihurivka
Snihurivka (en ucraniano: Снігурівський район) es un raión o distrito de Ucrania en el óblast de Mykolaiv. 
Comprende una superficie de 1395 km².
La capital es la ciudad de Snihurivka.

## Demografía
Según estimación 2010 contaba con una población total de 46600 habitantes.

## Otros datos
El código KOATUU es 4825700000. El código postal 57300 y el prefijo telefónico +380 5162.